# 奇雀鯛
奇雀鯛（學名：Pomacentrus sulfureus），是輻鰭魚綱鱸形目雀鯛科雀鯛屬的其中一種，分布於西印度洋紅海至東非、模里西斯、葛摩、塞席爾群島、馬達加斯加海域，深度1至5公尺，體長可達11公分，棲息在近海珊瑚礁區，以浮游生物為食，繁殖期時成對出現，雄魚會守護卵直到孵化，生活習性不明。